# Anyang (Corée du Sud)
Pour la ville de Chine, voir Anyang.
Anyang est une ville de la Corée du Sud, dans la province du Gyeonggi, située à environ vingt kilomètres au sud de Séoul. Étant à un carrefour stratégique dans la province du Gyeonggi, Anyang constitue une plaque tournante pour les transports entre la capitale Séoul et les autres grandes villes du pays. La ville est desservie par les lignes 1 et 4 du métro de Séoul.

Les villes voisines d'Anyang sont Incheon, Siheung et Gwangmyeong à l'ouest et Suwon au sud-est.
On distingue généralement deux zones au sein de la ville. Le vieux centre-ville se situe ainsi autour de la gare d'Anyang et forme une grande zone commerciale avec de nombreuses boutiques et marchés. Pyeongchon-dong est une zone résidentielle aisée au sud-ouest.
À l'image de nombreuses villes en Corée du Sud, Anyang a fait l'objet d'une croissance urbaine démesurée au cours des dernières décennies. Dix ans après la fin de la guerre de Corée, la population d'Anyang était en grande majorité rurale. Aujourd'hui, la communauté urbaine d'Anyang (établie en 1973) figure parmi les plus densément peuplées de Corée. En outre, la ville tend à devenir une banlieue de choix pour les Séoulites en raison de sa proximité avec la capitale et son environnement montagneux et naturel agréable qui rompt avec la monotonie des grands centres urbains environnants.
La ville ne cesse de faire valoir ses infrastructures modernes. La devise d'Anyang est " Une ville où il fait bon vivre, des citoyens fiers ". Le maire de la ville, Shin Joong-dai décrit lui-même la ville de ses administrés comme une cité de l'espoir.
Anyang abrite plusieurs institutions d'éducation supérieure : l’université d'Anyang, l’université Sungkyul, l’université des Sciences d'Anyang, l’université Daelim et l’université d'enseignement supérieur de la théologie Daehan.

## Divisions administratives
- Manan-gu
  - Anyang 1-dong, Anyang 2-dong, Anyang 3-dong, Anyang 4-dong, Anyang 5-dong, Anyang 6-dong, Anyang 7-dong, Anyang 8-dong, Anyang 9-dong, Seoksu 1-dong, Seoksu 2-dong, Seoksu 3-dong, Bakdal 1-dong, Bakdal 2-dong.
- Dongan-gu
  - Bisan 1-dong, Bisan 2-dong, Bisan 3-dong, Buheung-dong, Dalan-dong, Gwanyang 1-dong, Gwanyang 2-dong, Burim-dong, Pyeongchon-dong, Pyeong an-dong, Gwiin-dong, Hogye 1-dong, Hogye 2-dong, Hogye 3-dong, Beomgye-dong, Shinchon-dong, Galsan-dong

## Transports
Gare d'Anyang (Korail) et station Anyang de la ligne 1 du métro de Séoul,.

## Villes jumelées
- Japon Tokorozawa, Saitama
- États-Unis Garden Grove (Californie)